# Георгі Фінгов
Георгі Димитров Фінгов (болг. Георги Димитров Фингов;13 (26) травня 1874, Калофер — 10 січня 1944, Софія) — болгарський архітектор.
Спроектував велику кількість громадських та житлових будинків, переважно у Софії та Пловдиві. Один із перших архітекторів у Болгарії, хто використовував елементи сецесії, головним чином у декорі фасадів.
Його син — Димитр Фінгов — також є аркітектором.

## Життєпис
Георгій Фінгов народився у Калофері в 1874 році в родині вчителя Димитра Фінгова. В 1892 році закінчив Пловдивську середню школу для хлопчиків. В 1897 році завершив навчання на факультеті архітектури Віденського технічного університету у професорів К. Кеніга та К. Майредера, асистентом яких був до 1898 року.
Після повернення до Болгарії деякий час працював у Пловдиві. В 1902 році очолив архітектурний відділ муніципалітету в Софії, а потім працював над княжими палацами як працівник Міністерства громадських будівель під керівництвом архітектора П. Момчилова. В 1903 році він став одним із засновників Товариства сучасного мистецтва. Дім доктора Функа, завершений в 1904 році, вважається першою будівлею міста у стилі модерн.
В 1906 році Фінгов залишив державну службу і впродовж наступних років реалізував більшість своїх проектів, деякі — спільно з архітекторами Кирилом Марічковим, Ніколою Юруковим, Дімо Нічевим, Георгі Апостоловим. Він є першим головою БІАД і неодноразово обирався її керівництвом. В 1938 році перестав займатися архітектурою, потрапивши у фінансові труднощі внаслідок невдалих комерційних операцій.
Загинув під час бомбардування Софії у 1944 році.

## Проекти
Його робота була зосереджена в основному на оновленні старого центру Софії. В 1898 році успішно взяв участь у конкурсі на болгарський павільйон на Міжнародній виставці в Парижі.
Самостійно спроектував вісім вілл у Боровці та околицях Софії, 12 комерційних будинків, вісім готелів та 80 житлових будинків.
Фінгов є автором палаців Врана, Ситняково та царської мисливської хати в Бистриці. Він відновив монастир святого Димитрія в Евксинограді.
Серед інших відомих проектів: банк «Напредк» у Плевені, сучасний театр у Свиштові, театр казино «Єлена і К. Аврамови» у Велико-Тирново, кінотеатр та хлопчача середня школа в Златиці, митниця та адміністрація порту в Бургасі.
У Пловдиві
- Французький жіночий коледж (з Вальковичем);
- Євангельський собор, Сахат Тепе.

У Софії
- Третя середня школа Софії для хлопчиків, сьогодні 18 середня школа Вільяма Гладстона (1907, разом з Кирилом Марічковим);
- Школа княгині Марії Луїзи, сьогодні музей Міністерства внутрішніх справ (1912, з Кирилом Марічковим);
- Початкова школа Георгія Раковського в Лозенці (разом з Дімо Нічевим та Ніколою Юруковим);
- Початкова школа Йосифа Ковачева (разом з Дімо Нічевим та Ніколою Юруковим);
- Початкова школа Костянтина Фотінова (разом з Дімо Нічевим та Ніколою Юруковим);
- Початкова школа Екзарха Йосифа (разом з Дімо Нічевим та Ніколою Юруковим);
- Школа Тодора Мінкова (разом з Дімо Нічевим та Ніколою Юруковим);
- Перша Софійська середня школа Христо Ботева (1908, з Кирилом Марічковим);
- Софійська торгово-промислова палата, сьогодні — центральний офіс CIBank (1912, з Димо Нічевим і Нікола Юруковим);
- Офіційна кооперативна страхова компанія, згодом видавництво «Техніка» (1912, з Дімо Нічевим та Ніколою Юруковим);
- Компанія цивільного страхування «Фенікс» (1912, з Дімо Нічевим та Ніколою Юруковим);
- Французько-болгарський банк (за проектом Дімо Нічева);
- Софійський банк, сьогодні головний офіс банку ДСК (1914, з Дімо Нічевим та Ніколою Юруковим).
- Будинок Адольфа Функа (1904, з Кирилом Марічковим);
- Будинок Георгія Фінгова (1909);
- Будинок Горгаса, нині посольство Франції (1908; з Кирилом Марічковим)

## Галерея

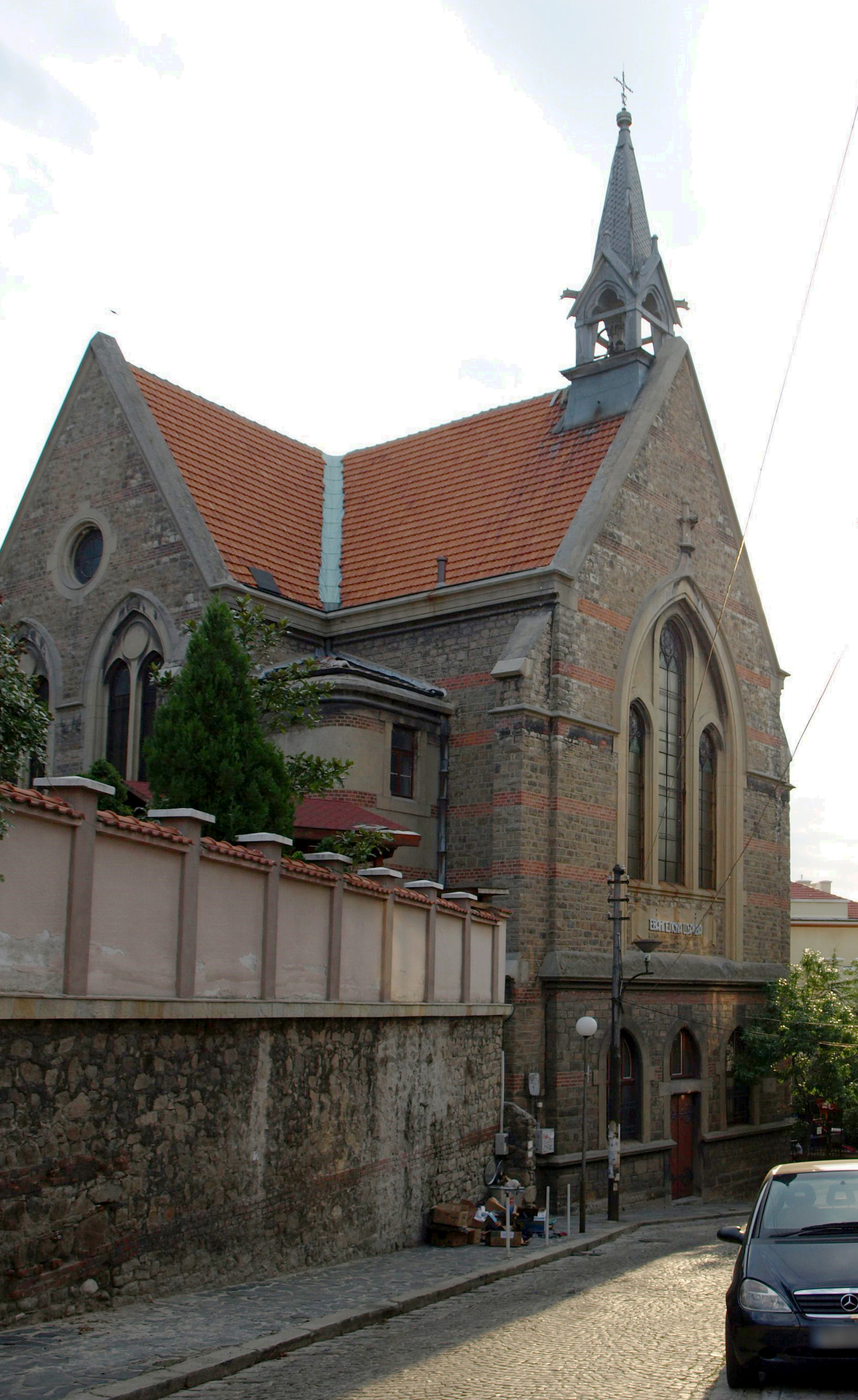
Євангельська церква у Пловдиві
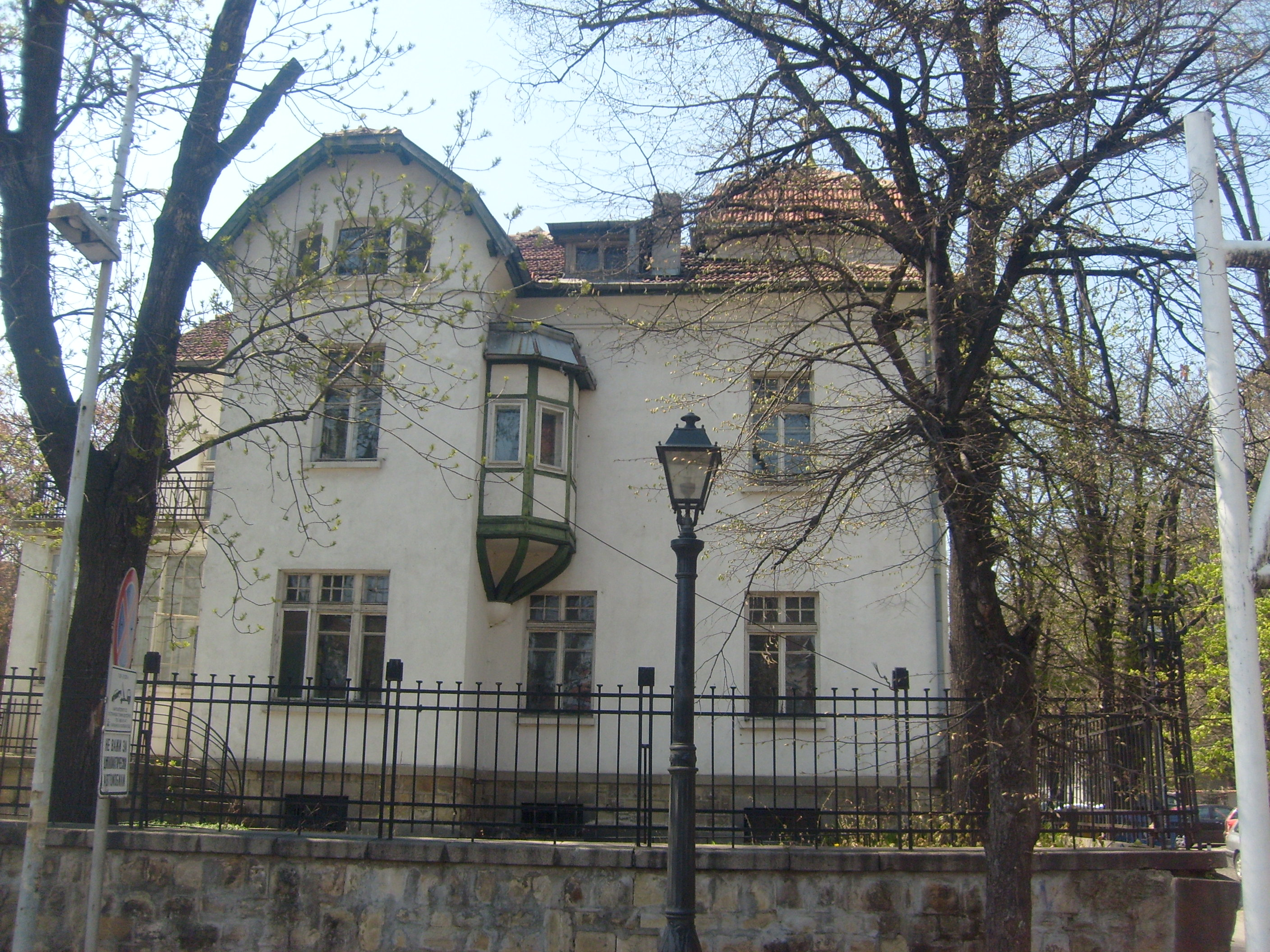
Будинок Фінгова у Софії
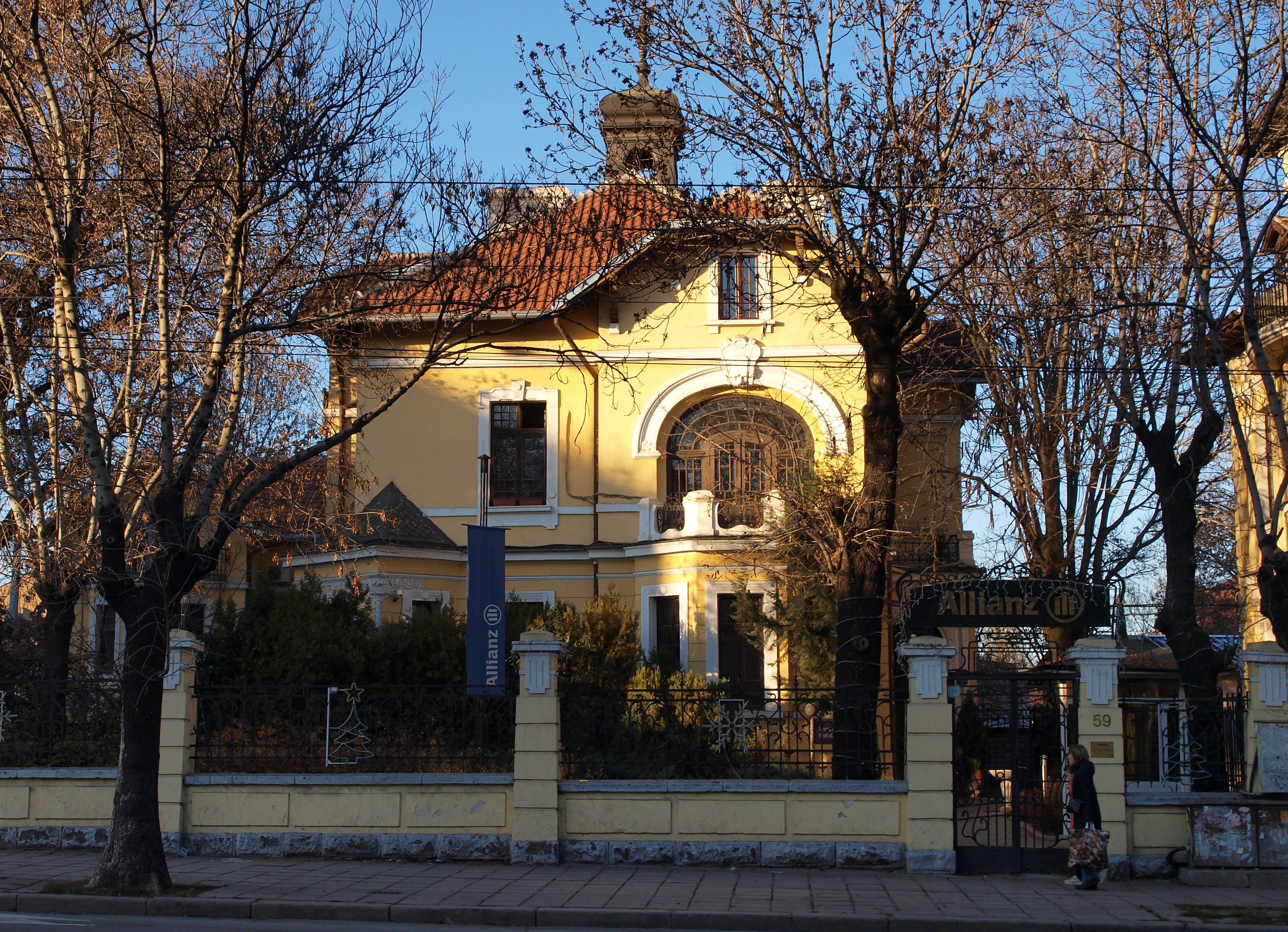
Будинок А.Функа у Софії
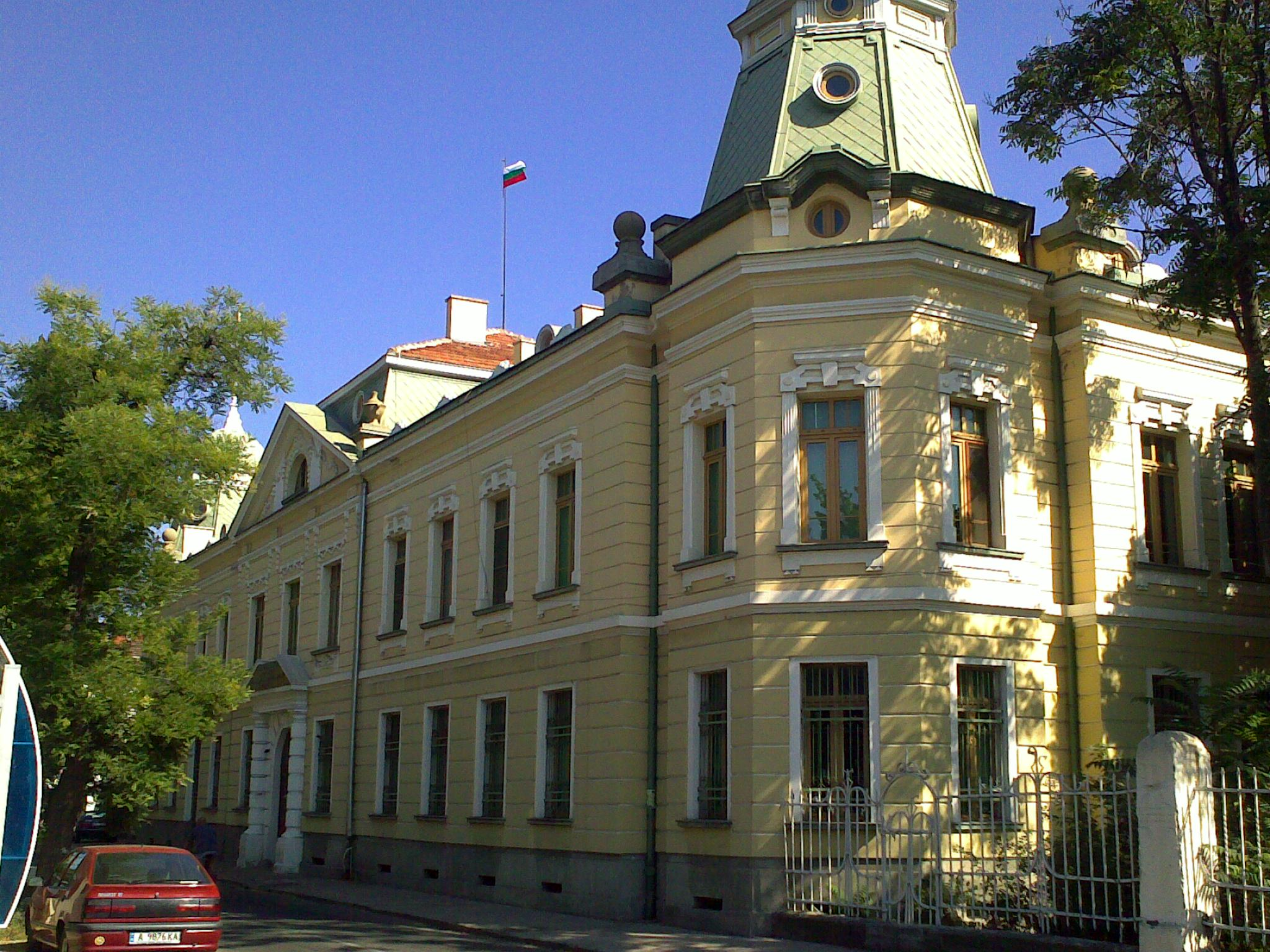
Адміністрація порту в Бургасі